# NMNAT2
NMNAT2 (англ. Nicotinamide nucleotide adenylyltransferase 2) – білок, який кодується однойменним геном, розташованим у людей на короткому плечі 1-ї хромосоми.  Довжина поліпептидного ланцюга білка становить 307 амінокислот, а молекулярна маса — 34 439.
| 10         |  | 20         |  | 30         |  | 40         |  | 50         |
| ---------- |  | ---------- |  | ---------- |  | ---------- |  | ---------- |
| MTETTKTHVI |  | LLACGSFNPI |  | TKGHIQMFER |  | ARDYLHKTGR |  | FIVIGGIVSP |
| VHDSYGKQGL |  | VSSRHRLIMC |  | QLAVQNSDWI |  | RVDPWECYQD |  | TWQTTCSVLE |
| HHRDLMKRVT |  | GCILSNVNTP |  | SMTPVIGQPQ |  | NETPQPIYQN |  | SNVATKPTAA |
| KILGKVGESL |  | SRICCVRPPV |  | ERFTFVDENA |  | NLGTVMRYEE |  | IELRILLLCG |
| SDLLESFCIP |  | GLWNEADMEV |  | IVGDFGIVVV |  | PRDAADTDRI |  | MNHSSILRKY |
| KNNIMVVKDD |  | INHPMSVVSS |  | TKSRLALQHG |  | DGHVVDYLSQ |  | PVIDYILKSQ |
| LYINASG    |  |            |  |            |  |            |  |            |

A: Аланін

C: Цистеїн

D: Аспарагінова кислота

E: Глутамінова кислота

F: Фенілаланін

G: Гліцин

H: Гістидин

I: Ізолейцин

K: Лізин

L: Лейцин

M: Метіонін

N: Аспарагін

P: Пролін

Q: Глутамін

R: Аргінін

S: Серин

T: Треонін

V: Валін

W: Триптофан

Кодований геном білок за функцією належить до трансфераз. 
Задіяний у такому біологічному процесі як альтернативний сплайсинг. 
Білок має сайт для зв'язування з АТФ, нуклеотидами, НАД, іоном магнію. 
Локалізований у цитоплазмі, апараті гольджі.
Втрата NMNAT2 призводить до Валлерової дегенерації (процес руйнування ділянки аксона, відділеного від основної частини нейрона внаслідок розриву)